# Подгаєв (Лодзинське воєводство)
Подгаєв (пол. Podgajew) — село в Польщі, у гміні Опорув Кутновського повіту Лодзинського воєводства.
Населення — 200 осіб (2011).
У 1975-1998 роках село належало до Плоцького воєводства.

## Демографія
Демографічна структура станом на 31 березня 2011 року:
|          | Загалом | Допрацездатний вік | Працездатний вік | Постпрацездатний вік |
| -------- | ------- | ------------------ | ---------------- | -------------------- |
| Чоловіки | 93      | 16                 | 64               | 13                   |
| Жінки    | 107     | 21                 | 57               | 29                   |
| Разом    | 200     | 37                 | 121              | 42                   |